# Gezelligheid
Gezelligheid geeft een bepaalde aangename omstandigheid of gevoel weer, een vorm van knusheid, vriendelijkheid, huiselijkheid, vertrouwdheid en kneuterigheid. Meestal heeft gezelligheid te maken met het samenzijn met anderen (in goed gezelschap). Het kan ergens gezellig zijn (de sfeer), iemand kan gezellig zijn, maar bijvoorbeeld ook een interieur kan gezellig zijn.

## Etymologie
Gezellig is afgeleid van gezel, oorspronkelijk een persoon die bij de gilden bezig was een beroep te leren, een graad tussen leerling en meester. Tijdens deze leerfase deelde de gezel een verblijf met andere gezellen. Het woord gezel heeft als basis ‘zaal’. Dus iemand met wie men een huis deelt, en later iemand met wie men samen is. Gezelschap, vrijgezel, metgezel en levensgezel hebben dezelfde basisbetekenis. Gezelschap is een verwant woord.

## Andere talen
Gezelligheid wordt gezien als een typisch Nederlands woord. Toch kennen ook omringende landen het concept, alleen is er niet altijd een woord voor. Het Duitse Gemütlichkeit (gemoedelijkheid) komt een aardig eind in de goede richting, en het Deense bijvoeglijk naamwoord hyggelig (verwant met het Nederlandse heuglijk) komt met sommige betekenisnuances nog net wat dichter bij gezellig. Naast het bijvoeglijk naamwoord bestaat in het Deens tevens het reflexieve werkwoord at hygge sig, dat ongeveer het gezellig maken of het naar je zin hebben betekent. Ook in Denemarken wordt hygge als iets typisch Deens beschouwd. Het Engelse cosy is slechts een halve vertaling van gezellig, omdat bij cosy het gezelschap minder centraal staat, zoals in het Nederlandse knus en huiselijk. ‘Cosy in company’ is dan een completere vertaling. Het Frans kent het woord convivialité dat ook ‘een prettig samenzijn’ betekent, maar dat een iets andere connotatie heeft, en met name die van gezelligheid aan de eettafel. Bij een Brits onderzoek, uit 2004, is het woord als op vijf na moeilijkst te vertalen woord ter wereld beschouwd.

## Uitdrukking
Bekend is het spreekwoord gezelligheid kent geen tijd, wat zoiets betekent als ‘als het gezellig is, is het niet erg als het wat later wordt’.